# Adam Cisowski
Adam Cisowski – główny bohater powieści dla młodzieży Kornela Makuszyńskiego „Szatan z siódmej klasy” z 1937 roku.

## Opis
W czasie trwania akcji powieści miał siedemnaście lat i był uczniem klasy siódmej warszawskiego gimnazjum dawnego typu (sprzed reformy Jędrzejewicza). Akcja obejmuje okres współczesny dacie powstania powieści (1937), a także okres wyprawy Napoleona na Rosję z 1812; według krytyków Adam należał więc do pokolenia roku 1920 — „pokolenia Kolumbów”.
Ojciec Adama był lekarzem, matka zajmowała się domem. Adam miał czworo znacznie młodszego rodzeństwa, dwie siostry i dwóch braci.
Autor opisał swego bohatera jako chłopca z wyglądu „nieforemnego” i „nieco pękatego”, lecz sprężystego i silnego, o śmiałym i przenikliwym spojrzeniu. Określił go jako „najbystrzejszego chłopca w całej szkole”, spostrzegawczego, umiejącego spokojnie i cierpliwie obserwować, myślącego zawsze rozważnie, o żywej i lotnej wyobraźni, spokojnego, pogodnego, koleżeńskiego, wesołego, uczynnego, współczującego, przodującego w nauce, pojętnego, o znakomitej pamięci. Wyposażył go więc w „znakomite cechy charakteru i umysłu”, dał mu „wszystko co najlepsze”. Adam miał być postacią wzorcową, nosicielem propagowanych przez autora idei dobroci, miłości i uśmiechu. Określany był jako „wcielony ideał wyobraźni chłopięcej z okresu uwielbiania sprytu i dzielności”, „bohater nie tylko sprytny (...), ale także szlachetny”.
W trakcie akcji powieści Adam występuje w roli młodego detektywa, rozwiązując kilka „spraw” (skradzionego wiecznego pióra, zaginionych stu złotych, i największą – ukrytego skarbu). Rozwiązując tę ostatnią zagadkę, staje się tzw. „bohaterem-poszukiwaczem” (według terminologii Władimira Proppa). Opuszcza rodzinny dom, by pomóc osobom w potrzebie, pokonuje przy tym przeciwności, przechodzi szereg prób-przygód, korzystając z własnych umiejętności i pomocy przyjaznych osób, i ostatecznie, wyjaśniając tajemnicę, odnosi zwycięstwo.

## Postać Adama Cisowskiego w kulturze
W filmowych adaptacjach powieści Szatan z siódmej klasy postać Adama Cisowskiego była odgrywana przez następujących aktorów:
- 1959: Marian Rułka (Szatan z VII klasy, spektakl TV, reż. Michał Bogusławski)[15]
- 1960: Józef Skwark (Szatan z siódmej klasy, film fabularny, reż. Maria Kaniewska)[16]
- 2006: Bartosz Fajge (Szatan z siódmej klasy, film fabularny, a także 7-odcinkowa wersja telewizyjna pod tym samym tytułem – reż. Kazimierz Tarnas)[17]